# Long Slow Distance
Long Slow Distance（ロング・スロー・ディスタンス、LSD）は、ランニングやサイクリングにおいて有酸素持久力トレーニングの1形態を指す。「Long＝長く」「Slow＝ゆっくり」「Distance＝距離」の頭文字からとった名称で、効果的なマラソン練習法の一つとして提唱されている。LSDトレーニングにより、循環器系の機能、体温調節の機能、ミトコンドリアのエネルギー生産能力の向上、骨格筋の酸化容量の増加、燃料として脂肪を利用する割合の増加といった身体機能への影響がある。ドイツの医師でコーチでもあるエルンスト・ファン・アーケンは、一般的に持久力トレーニングの方法としてLSDを確立した第一人者と目されている。
LSDトレーニングは、長い距離または期間にわたる低から中程度の強度一定の御ペースで行う継続的なトレーニングの一形式である。中程度の強度で行うLSDは、あまりトレーニングを積んでいないか、あるいは適度にトレーニングを積んだ人にとって、有酸素摂取量と最大酸素摂取量を向上させる上で効果的である。より強い練習強度を必要とするような、よくトレーニングを積んだ人がLSDを行ったとしても、更なる代謝の調整能力を向上させる上では効果的ではないものと考えられている。

## 歴史
エクササイズおよびスポーツ科学が専門のケープタウン大学教授ティム・ノークスは、アーサー・ニュートンが提唱した「長い距離をゆっくりとしたペースで走ること」が、ランニングを始めたばかりの人にとって最も効果的なトレーニングであると言うことを示唆した。ノークスは、ジョー・ヘンダーソンが「long slow distance」という語を作ることで1960年にLSDが再発見されたと主張した。

## ヘンダーソンとLSD
LSDは、ジョー・ヘンダーソンが1969年にトレーニング方法として奨励した。ヘンダーソンは、LSDを従来のトレーニング学校で採用されていた練習法、すなわちヘンダーソンの言うところの「PTAトレーニング」（Pain＝痛み、Torture＝拷問、Agony＝苦悶）に代わるものとして採用できると考えた。ヘンダーソンは、LSDと複数の激しい練習メニューを組み合わせるなど、何らかの形でLSDトレーニングをさせ、毎週50 - 60マイルから120 – 150マイルを走らせて順位付けした、マラソンの自己ベストが2時間14分から2時間50分までの6人のランナーの成功を自著に記録している。LSDに加えて、よく行う練習メニューとしてウルトラマラソンを採用した。典型的な5kmのランナーはLSDで8 - 10マイルを走り、マラソンランナーはLSDで20マイル以上走る。LSDでは各ランナーが10kmを走るときのペースに比べて、1マイルにつき1 - 3分遅いくらいの心地よく走れるペースで走るのが一般的である。LSDの目的は、血液量を増やし、筋力・持久力・酸素摂取量を増加させることである。
ヘンダーソンの著書は、専門的に陸上競技を行っている人だけでなく、趣味でランニングを行う人向けにも書かれている。ヘンダーソンは次のように書いている。

## LSDの実践
1970年代のランニングブームの間、多くの趣味で走るランナーは練習の基礎としてLSDを用いた。「ホノルルマラソンの父」の1人と言われている循環器学の専門医ジャック・スカーフ（Jack Scaff）は、自身のマラソンクリニックでランナーに対してLSDを課していた。スカーフは、アーサー・リディアードが最初に発案した「会話を続けられる程度の十分ゆっくりしたペースで走るべきである」という考えに基づき、ランナーに対して「トークテスト」を行っていた。スポーツライターのジョン・ブラント（John Brant）は2006年に出版した著書『デュエル・イン・ザ・サン』（Duel in the Sun）において、1980年代初頭のほぼすべての真剣な長距離ランナーは、無酸素的なペースで走るより短い距離を走る前に、有酸素的なペースで長い距離を走る、リディアード式の持久力基盤形成トレーニングを行っていた。
週3回の1時間走に始まり、大会直前の3週間は平均40 - 60マイルを走ったマラソンクリニックの何千人もの卒業生は、ホノルルマラソンを完走することができた。マラソンクリニックの練習法は、今日「トレーニングの基礎をなすルールの基本セット」と呼ばれている。
そのルールとは次の通り。
1. 走るのは週3回を下回ってはならない
2. 走るのは週5回を上回ってはならない
3. 1回あたりの走る時間は1時間を下回ってはならない
4. 1回あたりの走る距離は15マイルを超えてはならない
5. 週1回は2時間以上走り続けなけらばならない（5か月目以降）

## LSDの変形型トレーニング
LSDの変形型として、歩くことで休憩を取りながら、ゆっくり走るというものがある。2007年5月25日付のウォール・ストリート・ジャーナルの記事には次のような記述がある。
- 平均的なランナーは、定期的な歩行で休憩をとった場合、よりうまくいくことが判明した。
- 疲れたときにはただ歩く、ということを取り入れないのは戦略として普通ではない。歩くことで休憩をとったランナーは、まだ走り始めたばかりの元気なときでさえ、自らに休憩を課す。

ジェフ・ギャロウェイが主宰するランニングクリニックでは上記の方法を取り入れている。ジョン・ビンガム・アカ・ザ・ペンギン（John Bingham aka the Penguin）というランニングサークルでもLSDに歩くことで休憩をとるトレーニングを実践している。

## LSDの限界
アーサー・リディアードは、LSDのトレーニングシステムが有酸素運動を構築する上で、最も効果的な練習方法であるという域には達しないと述べている。ピート・フィッツィンジャーは、LSDがマラソンの完走を目標とする初心者のランナーには良い練習方法であるが、より経験を積んだランナーは、経験に応じてレースペースに近い速度などさまざまなペースを組み合わせて走ることが効果的であると自著に記している。フィッツィンジャーによると、ペースを変えることは、グリコーゲン貯蔵量の増加や脂肪の燃焼といった特定の練習のペースで発生する、さまざまな身体的適応において重要である。
ジェフ・ギャロウェイはランニングスピードを上げたいなら、インターバルトレーニングか高強度インターバルトレーニングを推奨する、と述べている。ヘンダーソンはスピードトレーニングは推奨せず、スピードを出すのはレースのときに限るとしている。
学術的な研究によれば、高負荷の持久力トレーニングは、中程度の負荷のトレーニングに比べて、無酸素的な容量の拡大に寄与するという。アメリカ陸軍は、身体トレーニングプログラムから長い距離を走らせることを削減している。